# Blauer Haarschnellläufer

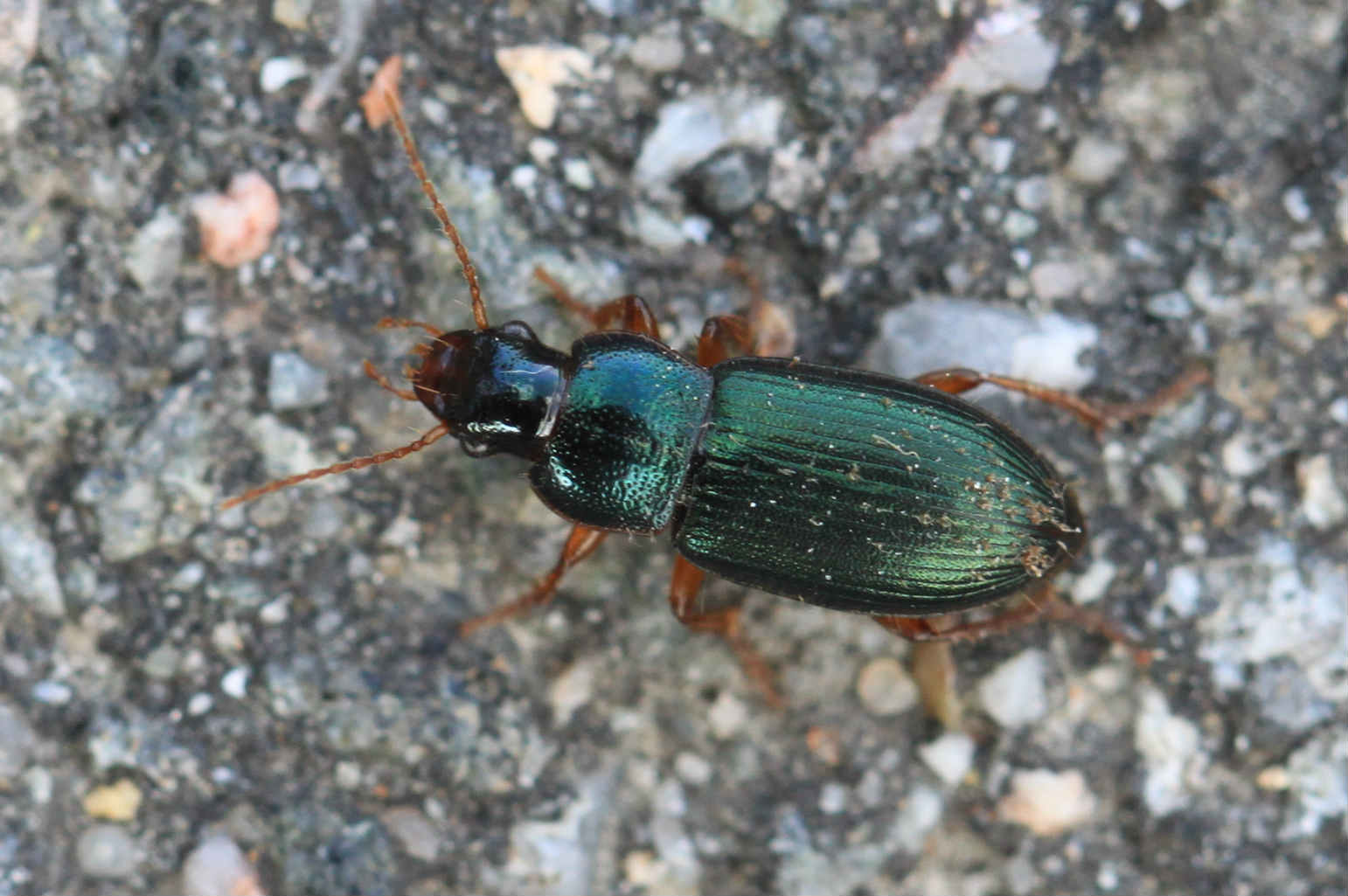
Blauer Haarschnellläufer – Dorsalansicht

Der Blaue Haarschnellläufer (Ophonus azureus) ist ein Käfer aus der Unterfamilie Harpalinae innerhalb der Familie der Laufkäfer (Carabidae).

## Merkmale
Die schlanken Laufkäfer erreichen eine Körperlänge von 6–9 mm.
Halsschild und Flügeldecken sind grün oder blau glänzend. Über die Flügeldecken verlaufen Punktreihen. Die Beine sind einfarbig rot. Ophonus similis ist eine ähnliche Art, kommt jedoch nicht in Mitteleuropa vor.

## Verbreitung
Die Käferart kommt in der Paläarktis vor. Ihr Vorkommen reicht bis in das südliche Nordeuropa und in den Süden Englands. Das Verbreitungsgebiet erstreckt sich von Europa über den Mittelmeerraum (einschließlich Nordwestafrika) bis nach Zentralasien (Mittelsibirien, Nordwest-China). Die Käferart bevorzugt offene, trockene Standorte wie Kalkmagerrasen.

## Lebensweise
Die Käfer fressen an verschiedenen Samen. Sie überwintern als Larven.